# Ciervistas
Los ciervistas fueron un grupo político creado en 1914 por y en torno al político murciano Juan de la Cierva y Peñafiel, que constituyó una de los tres facciones, junto a conservadores datistas y mauristas, que se repartieron el espacio político del Partido Conservador a partir de los comicios de 1914 en España. Se fueron progresivamente distanciando de la ortodoxia datista y aproximándose al maurismo. Ubicados en la extrema derecha de la parcela política del Partido Conservador, el ciervismo acabó ofertando una opción política de signo autoritario.